# آندریانا آسپروگراکا
آندریانا آسپروگراکا (زاده ۱۷ اوت ۱۹۹۷) یک تکواندوکار یونانی است.
او در مسابقات قهرمانی تکواندو جهان ۲۰۱۵، پس از شکست در برابر لیم گوم بیول در مرحله نیمه نهایی، مدال برنز را در سبک‌وزن (خروس‌وزن) بدست آورد. او همچنین در مسابقات قهرمانی تکواندو جهان در سالهای ۲۰۱۷ و ۲۰۱۹ به رقابت پرداخت.